# Juan Sánchez de Castro

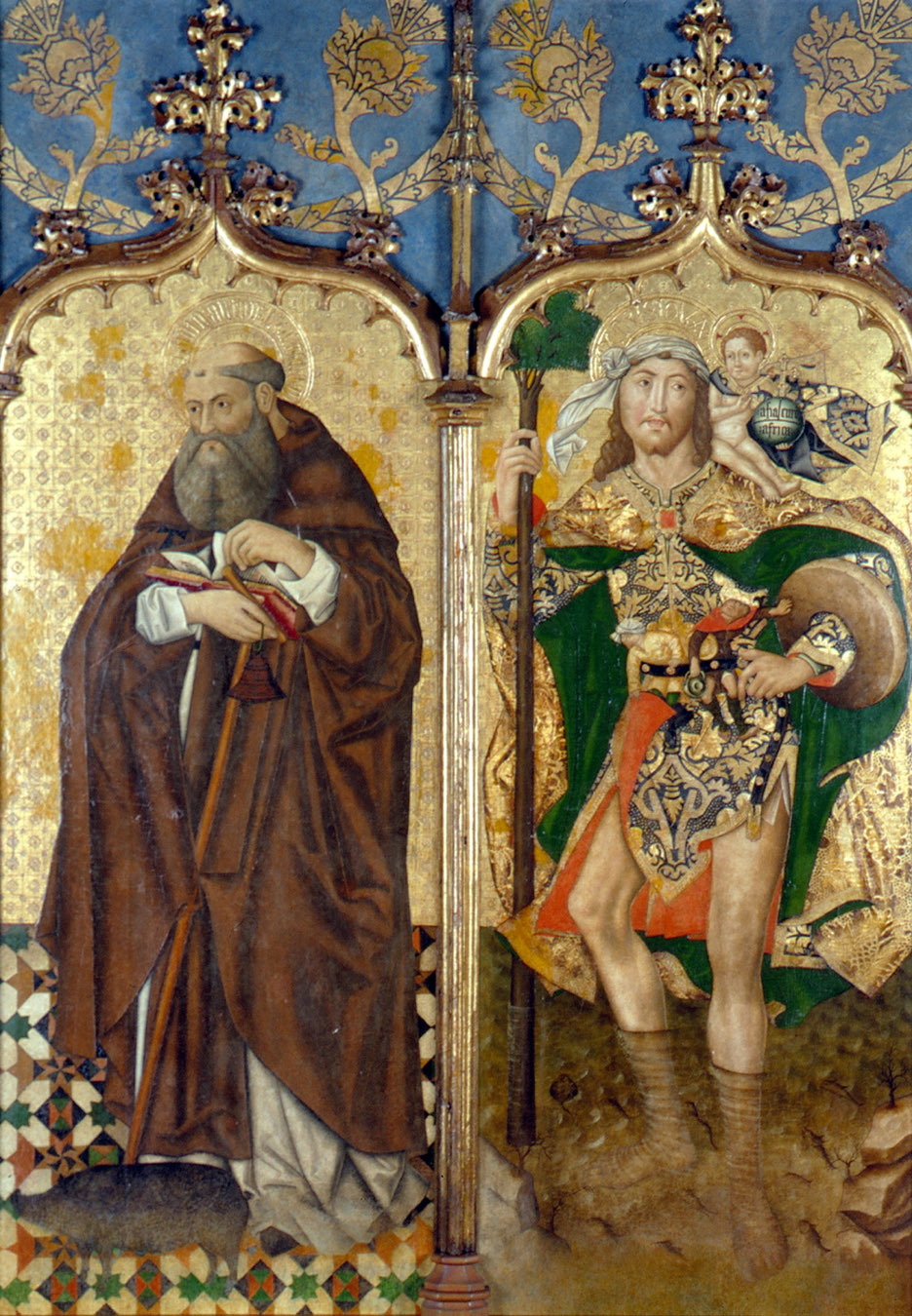
San Antonio Abad e San Cristobal está no Museu de Belas Artes de Sevilha.

Juan Sánchez de Castro foi um pintor de Sevilha do estilo gótico e também flamengo. Sua atividade está documentada em Alcázar de Sevilla em 1478. Se destaca no grupo de pintores góticos da Andaluzia. Tradicionalmente é chamado o patriarca da Escola de Sevilha. De sua obras, destacam-se a Virgen de la Leche, no Museu Nacional de Arte da Catalunha e a Virgen de Gracia na Catedral de Sevilha.

## Leitura de apoio
- Azcárate Ristori, J. M.ª de, ”Pintura gótica del siglo XV”, en Historia del arte, Anaya, Madrid, 1986. ISBN 84-207-1408-9
- Monreal, L., Grandes Museos, vol. 1, Editorial Planeta, 1975. ISBN 84-320-0460-X